# Kentaro Oi
Kentaro Oi (大井 健太郎 Oi Kentaro?), född 14 maj 1984 i Shizuoka prefektur, är en japansk fotbollsspelare.
Oi började sin karriär 2003 i Júbilo Iwata. Han spelade 84 ligamatcher för klubben. Med Júbilo Iwata vann han japanska ligacupen 2010 och japanska cupen 2003. 2011 flyttade han till Shonan Bellmare. 2012 flyttade han till Albirex Niigata. Han spelade 107 ligamatcher för klubben. Han gick tillbaka till Júbilo Iwata 2016.